# Москаль-чародей
«Моска́ль-чароде́й» (укр. Москаль-чарівник) — украинский  водевиль, комедийный фильм, снятый в 1995 году на Национальной киностудии художественных фильмов им. А. П. Довженко. По мотивам одноимённого произведения — пьесы Ивана Котляревского, написанной в 1819 году.

## Сюжет
Посвящение во вступительной заставке:

«Будеш, батьку, панувати,

Поки живуть люди,

Поки сонце з неба сяє,

Тебе не забудуть!»
— Т. Шевченко
У украинской четы Чупрунов, Михайла и его жены Татьяны, размещён на постой русский солдат («москаль») по фамилии Лихой. Пока Михайло отбыл по делам в город, за Татьяной пытается приударить местный писарь Финтик. Как всегда неожиданно из поездки возвращается муж. Лихой, пользуясь своей хитростью и смекалкой, разрешает ситуацию ко всеобщему удовлетворению.

## В ролях
- Руслана Писанка — Татьяна
- Александр Бондаренко — Михайло
- Константин Шафоренко — Финтик
- Богдан Бенюк — Москаль-чародей

## Съёмочная группа
- Сценарий и постановка: Николая Засеева-Руденко
- Оператор-постановщик: Александр Чёрный
- Художники-постановщики: Вячеслав Рожков, Светлана Филахтова
- Композитор: Игорь Поклад
- Режиссёр: Галина Горпинченко
- Оператор: Валентин Пономарёв
- Звукооператор: Наталья Домбругова
- Монтажёр: Тамара Сердюк
- Художник по костюмам: Лидия Литвиненко
- Художник по гриму: Татьяна Татаренко
- Редактор: Александр Кучерявый
- Песни на стихи: Ивана Котляревского, Александра Вратарёва
- Комбинированные съёмки:

оператор — Валерий Осадчий
художник — Михаил Полунин
- Ассистенты:

режиссёра — Л. Дьяченко, Л. Ванцовская
монтажёра — Н. Гончаренко, О. Шершун
звукооператора — Ю. Домбругова
гримёра — Л. Сапанович
- Художник-фотограф: Л. Критенко
- Мастер по свету: В. Коренский
- Установщики света: В. Ильюшина, Н. Чудновец
- Балетмейстер: Б. Каменкович
- Консультант: В. Нероденко
- Административная группа: И. Кирьянчикова, Т. Пашкова, И. Онипченко
- Постановщик трюков: А. Грошевой
- Директор фильма: Григорий Чужой

## Технические данные
- Фильм снят на плёнке Шосткинского ПО «Свема».

## Награды и номинации
- 1995 — Приз зрительских симпатий «Хрустальный ангел» МКФ в Славутиче, (Украина)[1]
- 1996 — Второй приз фестиваля и приз зрительских симпатий МКФ в Гатчине, (Россия)[1]
- 1997 — Приз «За самый весёлый фильм» Ялтинского МКФ (Украина).

В 1998 году «за значимый творческий вклад в создание фильма „Москаль-чарівник“» были награждены Государственной премией Украины имени Александра Довженко:
- Николай Засеев-Руденко (режиссёр)
- Александр Чёрный (оператор-постановщик)
- Руслана Писанка (Татьяна)
- Александр Бондаренко (Михайло)
- Богдан Бенюк (Москаль-чародей).